# Can Suari (Cabrera de Mar)
Can Suari és una obra de Cabrera de Mar (Maresme) protegida com a Bé Cultural d'Interès Local.

## Descripció
Masia amb teulada a dues vessants, de tres cossos, el de l'esquerra reformat. Planta baixa i un pis. Gran portal rodó dovellat formant un arc d'onze carreus.

## Història
Actualment és coneguda com a Can Ta-Tay.